# Xiphidiola aliquantula
Xiphidiola aliquantula är en insektsart som först beskrevs av Karsch 1893.  Xiphidiola aliquantula ingår i släktet Xiphidiola och familjen vårtbitare.

## Underarter
Arten delas in i följande underarter:
- X. a. schoutedeni
- X. a. aliquantula